# Chloropsina citrivora
Chloropsina citrivora är en tvåvingeart som beskrevs av Curtis W. Sabrosky 1976. Chloropsina citrivora ingår i släktet Chloropsina och familjen fritflugor. Inga underarter finns listade i Catalogue of Life.